# Maresana
Maresana est le nom d'une colline qui culmine à 546 mètres d'altitude, située sur la commune de Ponteranica de la province de Bergame en Lombardie.
Au nord-est, elle délimite le territoire communal de la ville de Bergame.
Son nom actuel apparaît pour la première fois au XIIIe siècle ; précédemment, elle était connue comme le mont Torsillo. Autrefois, le châtaignier était sa principale culture, alors qu'aujourd'hui la gestion des bois et forêts est sous le contrôle du parc naturel des Colli (it) dans lequel elle est incluse.
La Maresana est accessible en automobile par une route partiellement goudronnée qui part de la commune de Ponteranico, ou bien à pied à travers divers sentiers. De Bergame le sentier pédestre débute du quartier de Monterosso (it).
Le long de la route qui longe la crête, s'élève la petite église de San Marco alla Maresana érigée en 1619, et tout proche se trouve une cascina aménagée en un point d'informations du parc des Colli qui promeut la connaissance et la protection de la faune et de la flore du territoire. Autre point de référence est un monument aux morts, appelé la Croce dei Morti, situé au col où la route change de versant. De là, chemine un sentier qui conduit à la cime du Canto Alto, le point le plus élevé du parc.
Dans les années 1950, l'urbanisme s'est développé sur ses flancs, avec la construction de luxueuses demeures situées dans la partie supérieure du quartier de Monterosso.
La colline accueille les relais de télévision qui émettent vers la ville et les zones environnantes. Elle est aussi, en été, lors de fortes chaleurs, le lieu de promenade fraîcheur préféré des bergamasques.